# أعمال الله من خلال الفرنجة
أعمال الله من خلال الفرنجة (باللاتينية: Dei gesta per Francos) هي رواية عن الحملة الصليبية الأولى كتبها غيبرت النوجنتي بين عامي 1107 و1108. ولم يلق هذا الكتاب استقبالا حسنا من جانب العلماء، ولكن المترجمين والمحررين في الآونة الأخيرة (مثل ليفين 1997 وروبنشتاين 2002) أظهروا أنه يحتوي على مواد أصلية مهمة. كان الكتاب بمثابة انطلاقة جذرية في هذا النوع من العمل الأدبي بالنسبة لغيبرت النوجنتي الذي عمل سابقًا على الرسائل اللاهوتية. لقد قرر القيام بدراسة تاريخ الحملة الصليبية، كما يقول، بعد أن قرأ رواية شاهد عيان مجهول الهوية بعنوان أعمال الفرنجة [الإنجليزية]. في نظر غويبرت، كان هذا العمل خشنًا وبسيطًا وغالبًا ما يترك القارئ مذهولًا بفراغه الممل بحسب مقدمة كتابه. أحس غيبرت أن هناك حاجة إلى مستوى أعلى بكثير من القواعد والأسلوب. كما أدخل خطابًا معاديًا لليهود في رواية الحملة الصليبية الأولى. 
كان هناك من يعتقد أنه من الأفضل ترك كتابة التاريخ لأولئك الذين شاهدوا الأحداث بأنفسهم، وبالتالي انتقدوا مشروع غيبرت. وكان غيبرت نفسه قد قال هذا الأمر قبل حوالي عشر سنوات في دليل الوعاظ. ولكنه برر كتابه بقوله: «إذا اعترض عليّ أحد بأنني لم أرَ، فإنه لا يستطيع أن يعترض بأنني لم أسمع، لأنني أعتقد حقًّا أن السمع، إلى حد ما، يكاد يكون جيداً مثل الرؤية». وقد أورد هذا في مقدمة كتابه. كان غيبرت يعرف الصليبيين شخصيًا، ونشأ معهم، وتحدث معهم عن ذكرياتهم وتجاربهم عند عودتهم.
لم يكن مؤرخو الحملات الصليبية عادةً منفتحين على تقديم مراجعات إيجابية لرواية غويبرت. إن حقيقة بقائه قريبًا جدًا من كتاب أعمال الفرنجة [الإنجليزية]، وصعوبة لغته اللاتينية، يجعل كتابه غير ضروري. ومع ذلك، فقد لفت المحررون والمترجمون في الآونة الأخيرة الانتباه إلى كتاباته الممتازة والمادة الأصلية. والأمر الأكثر أهمية هو أن كتابه يوفر معلومات قيمة عن استقبال الحملة الصليبية في فرنسا، سواء بالنسبة لعامة الناس أو ردود أفعال غيبرت الشخصية على القصص التي سمعها من الصليبيين العائدين.
كان غيبرت شاهد عيان نادر على تعاليم بطرس الناسك الذي لم يشعر تجاهه إلا بالازدراء. يقول إن الناسك كان يمشي حافي القدمين ولا يأكل خبزًا، لكنه كان يشرب الخمر ويأكل السمك، وهو انتقاد غيبرت للناسك المتجول. عندما فر بطرس من حصار أنطاكية، تجاهل معظم المؤرخين هروب بطرس، لكن غيبرت لم يوفر أي قدر عندما كتب هذه الأغنية الساخرة، متسائلًا عن سبب عدم قدرة بطرس على الصمود في وجه الجوع والحصار:
قف بثبات! تذكر حياتك يا ناسك،
صيامك المعتاد القديم!
حتى الآن كنت مجرد جلد وعظم.
لم يكن أمامك خيار سوى أكل العشب مع الماشية
معدتك المتذمرة هدأت بالجذور غير المطبوخة.
كيف يمكنك الآن أن تتذكر الأعياد الشرهة؟
--غيبرت النوجنتي
لم يكن كتاب أعمال الله من خلال الفرنجة سردًا تاريخيًا فحسب، بل احتوى أيضًا على تعليم أخلاقي؛ فقد يتعلم القارئ دروسًا لسعيه الروحي الخاص. كما احتوى على عناصر من النبوة، حيث ناقش كيف كانت الحملة الصليبية جزءًا من الخطة الإلهية الأكبر. وبالتالي، كان عملًا رمزيًا من العصور الوسطى يحتوي على أربعة عناصر رمزية: حرفية، ونمطية، وأخلاقية، وتفسيرية. ومثل الكتاب المقدس، عمل على مستويات مختلفة في نفس الوقت.